# Okres Kežmarok
Der Okres Kežmarok (deutsch Bezirk Käsmark) ist eine Verwaltungseinheit im Osten der Slowakei mit 75.862 Einwohnern (31. Dezember 2024) und einer Fläche von 629,9 km².
Historisch gesehen liegt der Bezirk fast vollständig im ehemaligen Komitat Zips, ein kleiner Teil in den Leutschauer Bergen (Levočské vrchy) am Fluss Torysa gehört zum ehemaligen Komitat Sáros (siehe auch Liste der historischen Komitate Ungarns).

## Bevölkerung
| Jahr                | 1994   | 2004     | 2014     | 2024    |
| ------------------- | ------ | -------- | -------- | ------- |
| Anzahl der Personen | 58.966 | 65.129   | 72.570   | 75.862  |
| Unterschied         |        | +10,45 % | +11,42 % | +4,53 % |

| Jahr                | 2023   | 2024    |
| ------------------- | ------ | ------- |
| Anzahl der Personen | 75.188 | 75.862  |
| Unterschied         |        | +0,89 % |

## Städte
- Kežmarok (Käsmark)
- Spišská Belá (Zipser Bela)
- Spišská Stará Ves (Altendorf)

## Gemeinden
- Abrahámovce (Abrahamsdorf)
- Bušovce (Bauschendorf)
- Červený Kláštor
- Havka (Haffke)
- Holumnica (Hollomnitz)
- Hradisko (Kuntschhöfchen)
- Huncovce (Hunsdorf)
- Ihľany
- Jezersko (Teichenau)
- Jurské (Sankt Girgen)
- Krížová Ves (Kreuz)
- Lechnica (Lechnitz)
- Lendak (Landeck)
- Ľubica (Leibitz)
- Majere (Oberschwaben)
- Malá Franková (Kleinfrankenau)
- Malý Slavkov (Kleinschlagendorf)
- Matiašovce (Matshaus)
- Mlynčeky (Mühlerchen)
- Osturňa (Asthorn)
- Podhorany (Mältern)
- Rakúsy (Roks)
- Reľov (Rillen)
- Slovenská Ves (Windschendorf)
- Spišské Hanušovce (Henschau)
- Stará Lesná (Altwalddorf)
- Stráne pod Tatrami (Forberg)
- Toporec (Topporz)
- Tvarožná (Durelsdorf)
- Veľká Franková (Großfrankenau)
- Veľká Lomnica (Großlomnitz)
- Vlková (Farksdorf)
- Vlkovce (Kunzendorf)
- Vojňany (Kreig)
- Vrbov (Menhardsdorf)
- Výborná (Bierbrunn)
- Zálesie (Giebel)
- Žakovce (Eisdorf)

Das Bezirksamt ist in Kežmarok, eine Zweigstelle in Spišská Stará Ves.
Der Militärbezirk Javorina ist zum 1. Januar 2011 aufgelöst worden und das Gebiet wird auf die benachbarten Gemeinden aufgeteilt.

## Kultur
In dem Artikel Denkmalgeschützte Objekte im Okres Kežmarok findet man Informationen über die vom slowakischen Denkmalamt geschützten Objekte im Okres.